# Zalužice
Zalužice jsou obec na Slovensku, ležící v okrese Michalovce.

## Polohopis
Leží ve Východoslovenské nížině 3 km východně od města Michalovce v jeho suburbánním prostoru a 22 km západně od hranic Slovenska s Ukrajinou. Leží na hlavní silnici evropského významu E50, spojující Michalovce se Sobranci a Vyšným Nemeckým.
Katastrální území obce má rozlohu celkem 1960 ha, z toho zemědělská půda zabírá 1282 ha. Z toho je 1182 ha orné půdy, 23 ha luk a pastvin, 77 ha zahrad a ovocných sadů. Plocha intravilánu obce je 103 ha.
Průměrná nadmořská výška v obci je 125 m n. m., nejvyšší bod v katastru obce je Grúň s nadmořskou výškou 145 m n. m.

## Přírodní podmínky

### Geologie
V katastrálním území obce se nacházejí Čtvrtohorní (kvarterní) spraše až sprašové hlíny z období Würm, v oblasti „Nižne zahumenky“ jsou usazeniny z karbonátových a nekarbonátových naplaveninových sedimentů nivy starého koryta Laborce.

### Půda
V katastru obce se nacházejí půdy, které jsou podle zrnitostních tříd zařazovány ke hlinitým (většina půd) a částečně i ke jílovito-hlinitým půdám. Jde o půdy s nízkým obsahem humusu – 2 až 3 %, ve vyšších polohách 5 až 10 %. Převládají půdy středně hluboké (30 až 40 cm). Převážně jde o slabě až středně kyselé půdy, které mají velkou referenční schopnost a střední propustnost.

### Reliéf a morfologie
Zalužice jsou dle geomorfologického členění Slovenska (Mazúr, Lukniš, 1980) součástí alpsko-himálajské soustavy, podsestavy Panonské pánve, provincie Východopanonská pánev, oblast Východoslovenská nížina. Katastrální území obce leží na rozhraní dvou geomorfologických celků: Východoslovenské pahorkatiny a Východoslovenské roviny.

### Podnebí
Obec se nachází v teplé, mírně vlhké klimatické oblasti, podoblasti mírně vlhké, okrsku teplém, mírně suchém s chladnou zimou. Průměrná roční teplota vzduchu je 8–9 °C. Průměrná teplota vzduchu ve vegetačním období je 15–16 °C. Počet mrazových dnů v roce je 100 až 120 dní. Průměrné teploty v lednu dosahují −3 až −4 °C. Teplota v červenci a v srpnu se přes den pohybuje od 22 °C do 30 °C. Roční úhrn srážek se pohybuje od 650 do 750 mm.
Převládající směr větru je jižní, na bezvětří připadá 48 % dní v roce. Směr větru v roce – jižní 19 %, severní 11 %, západní 5 %, severozápadní 4 %, severovýchodní 4 %, jihovýchodní 4 %, jihozápadní 3 % a východní 2 %.
Roční oblačnost je pod 60 %. Trvání slunečního svitu je za rok v průměru 2200 hodin.

### Vodstvo
Z hydrologického hlediska patří zkoumané území do povodí Bodrogu. Katastrální území je odtokem Zálužického kanálu ústícího do Laborce na území Michalovců. Část Malé Zalužice odvodňuje Zálužický Chotárny potok. V kanálech se stále zdržuje voda a jen pomalu odtéká pro minimální sklon koryta. Uvedené toky jsou málo vodnaté proto, že vznikají na řešeném území a slouží pouze k odvedení srážkových vod.
Vodní nádrž Zemplínská šírava působí na území obce abrazí návodného svahu, břehů i hráze. Abrazi způsobuje větrné vlnění, které při silných větrech dosahuje až vrchol hráze. Bylo třeba přikročit k ochraně hrází hrubým kamenným záhozem balvanů lomového kamene.
Vodní nádrž Zemplínská šírava byla zpřístupněna veřejnosti v roce 1966. Je vybudována jako boční nádrž u řeky Laborec, v povodí Černé vody. Nádrž tvoří v katastru obce Zalužice jihozápadní hráz o délce 2014 m.
Současný hydrologický režim je výrazně rozkolísaný a v sedmi měsících v roce jsou evidovány ve všech okolních vodních tocích záporné hodnoty průtoků. Výsledky analýz jasně ukazují na výrazně změněné podmínky globálního charakteru, ale i lokálního (intenzita antropického vlivu – zavlažování).

### Rostlinstvo
Katastrální území obce patří do oblasti panonské flóry. Panonská oblast je reprezentována fytogeografickým okresem Východoslovenská nížina. V minulosti bylo celé toto území pokryté lužními dubo-habrovými a teplomilnými dubovými lesy. Do původní skladby vegetačního krytu ve značné míře zasáhl člověk (území bylo osídleno už ve starší době kamenné), který systematickým kácením a klučením lesních porostů převážnou část území proměnil na ornou půdu, louky, pastviny a vinice.
Do přirozené skladby téměř všech rostlinných společenství podstatně zasáhla výstavba vodohospodářského díla, intenzifikace zemědělství, ale i jiné antropogenní faktory. Z původního vegetačního krytu se na území zachovaly jen malé komplexy přirozených vrbo-topolových porostů podél malých vodních toků.

### Živočišstvo
Zkoumané území podle rozdělení živočišných regionů patří do okrsku Vihorlatského obvodu východobeskydského, oblasti Východních Karpat.
Ze zoologického hlediska dotčené území patří do palearktické oblasti. Přes území probíhá několik hranic areálů rozšíření některých druhů živočichů a vyskytuje se zde i několik typických prvků západokarpatských a východokarpatských elementů. Vyskytuje se zde pestrá paleta živočišných druhů v malém od eurosibiřské složky přes orientální druhy a druhy evropského rozšíření.
Z hlediska migrace živočišných druhů je třeba zdůraznit význam vodní nádrže jako významné klidové lokality vodních a u vody žijících ptáků při pravidelných jarních a podzimních migracích ptáků, což značně ovlivňuje i biodiverzitu ptačích společenství. Nejvýchodnější část Zemplínské šíravy je vyhlášena chráněným územím v kategorii chráněný areál, který byl zařazen do mezinárodního seznamu významných mokřadů Ramsar.

## Dějiny
Zalužice vznikly v roce 1973 sloučením Malých a Velkých Zalužic do společné obce. Nejstarší zmínka o Zalužicích pcohází z roku 1249. V rámci Uherska patřily do Užské župy. Nejstarší formou nějaké státní správy byl nejdříve Užský komitét, který spravoval komitétní župan. Ve 14. století v důsledku drobení královského majetku a aktivity drobné šlechty – zemanstva – se vytváří užská stolice, která měla částečnou samosprávu privilegované vrstvy obyvatelstva. Stolice se dělila na slúžnovské obvody, v jejichž čele stál slúžny. Oboje Zalužice patřily do sobraneckého slúžnovského obvodu. Tyto se po roce 1849 převedly v slúžnovské okresy a Užskou stolici vystřídala Užská župa.
O významu zejména obce Malé Zalužice za dualismu svědčí i umístění notářství, které spravovalo okolní obce a postava notáře Eugena Ballaya sehrála svou významnou roli během vytváření 1. Československé republiky. Rovněž zde sídlila i četnická pátrací stanice.
V roce 1918 po zániku Rakouska-Uherska Malé i Velké Zalužice spolu s okolními obcemi přestaly být součástí Užské župy. V roce 1921 se její slovenská část stala součástí Zemplínské župy. Od 1. ledna 1923 ze sobraneckého okresu k okresu Michalovce byly přičleněny všechny obce z notářství Zalužice, Vinné a Jastrabie.
V roce 1923 se podle nové reorganizace státní správy vytvořilo na Slovensku šest žup. Oboje Zalužice byly začleněny do Košické župy. Od roku 1928 župy nahradilo zemské zřízení, které přetrvalo do roku 1939. Po vzniku Slovenského státu obě obce nadále patřily ke Michalovskému okresu. Nejvýchodnější okresy se v roce 1940 začlenily do Šarišsko – Zemplínské župy se sídlem v Prešově.
Po osvobození vesnice patřila k novému Prešovskému kraji až do vzniku Východoslovenského kraje v roce 1961. Tři roky po vzniku samostatné České republiky (1996) začalo platit nové územně správní uspořádání státu. Bylo vytvořeno osm krajů a Zalužice patřily v rámci okresu Michalovce do Košického kraje se sídlem v Košicích.
Od 1. ledna 2002 je Slovensko rozděleno na osm vyšších samosprávných územních celků – VÚC. Zalužice patří do Košického VÚC.
Obec je střediskovou obcí pro okolní obce Lúčky, Hažín a Závadka a zároveň starosta obce vykonává funkci statutárního sdružení obcí mikroregionu "JUH Šíravy". V obci je matrika, pošta a základní škola.

## Kultura a zajímavosti

### Památky
- Římskokatolicky kostel sv. Petra a Pavla, jednolodní klasicistní stavba s pravoúhlým ukončením presbytáře a věží z roku 1788. Stojí na místě staršího kostela z první poloviny 17. století. Neoklasicistickou úpravou, která mu dala současnou podobu, prošel v roce 1848. Fasády kostela jsou členěny termálními okny. Věž vyrůstá z průčelí ve formě rizalitu, je členěna kordonovou římsou a půlkruhově ukončenými okny, ukončena je zvonovitou helmicí s laternou.

- Řeckokatolický kostel Nejsvětější Trojice, jednolodní eklektická stavba s půlkruhovým ukončením presbytáře, transeptu a dvěma věžemi z let 1923–1924. Fasáda kostela je členěna opěrnými pilíři a půlkruhově ukončenými okny s neorománskými suprafenestrami. Průčelí dominuje atypické dvojvěží ukončené kupolemi.

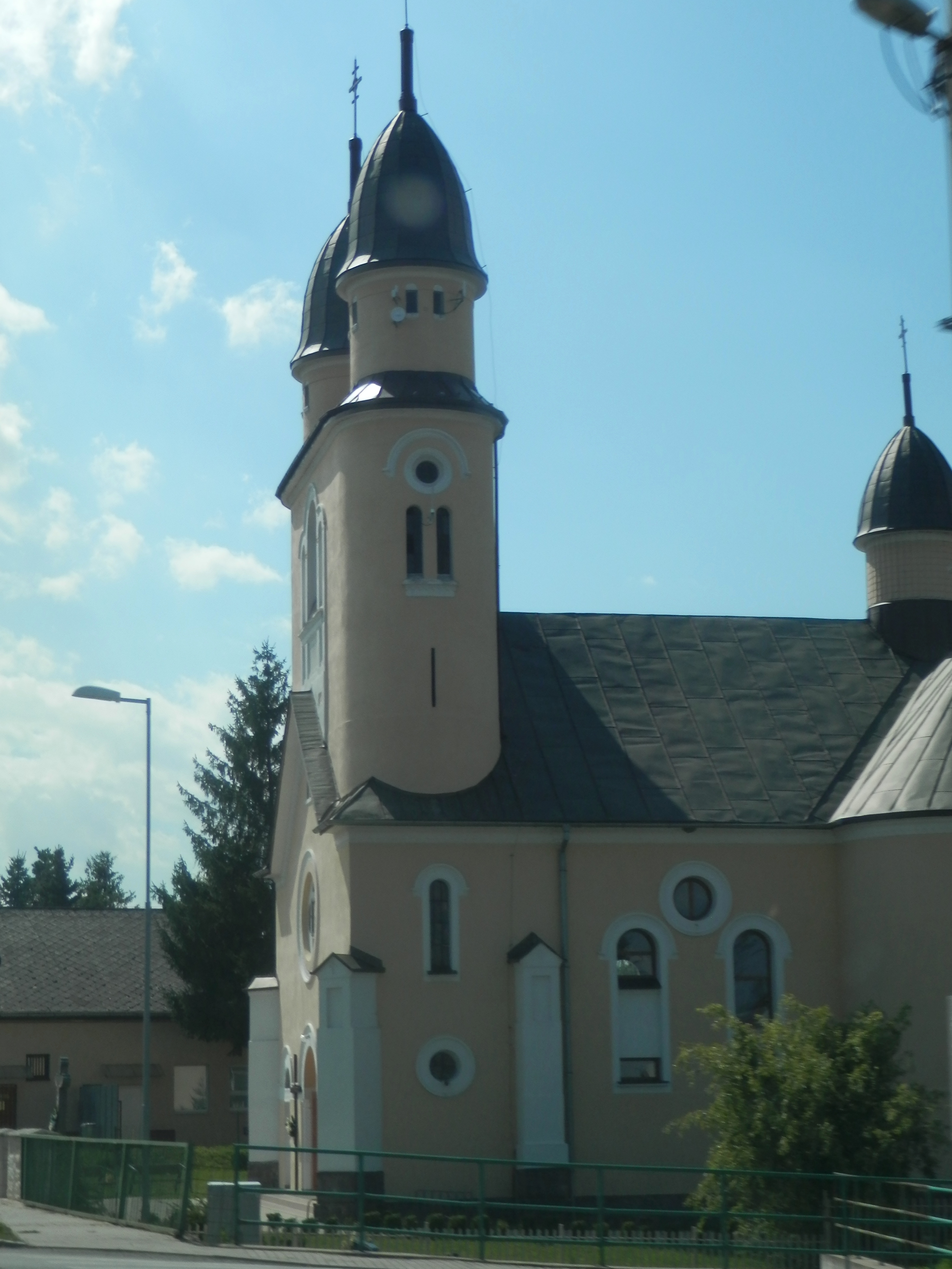
Kostel Nejsvětější Trojice